# Olimpiada Ivanova
Olimpiada Vladimirovna Ivanova (Russisch: Олимпиада Владимировна Иванова) (Munsjuty, Tsjoevasjië, 26 augustus 1970) is een Russische voormalige snelwandelaarster. Ze werd tweemaal wereldkampioene, Europees kampioene en Russisch kampioene in deze discipline. Ze nam eenmaal deel aan de Olympische Spelen en won bij die gelegenheid een zilveren medaille.

## Biografie
Haar eerste gouden medaille won Ivanova op de WK van 2001 in Edmonton op het onderdeel 20 km snelwandelen, waar ze de snelste atleet was in 1:27.48. In 2002 won ze opnieuw goud bij de Europese kampioenschappen in München.
Op de Olympische Spelen van 2004 in Athene werd ze tweede achter de lokale held Athanasía Tsoumeléka (1:29.12). Ivanova finishte vier seconden later en kon haar teleurstelling niet verbergen. In 2005 won ze goud op de wereldkampioenschappen in Helsinki.
Olimpiada Ivanova is houdster van het wereldrecord op de 20.000 m snelwandelen (baan) en had tot 2011 tevens het wereldrecord op de 20 km snelwandelen (weg) in haar bezit. De 1:25.41, waarmee zij tijdens de WK in Helsinki op deze laatste afstand een wereldrecord vestigde, is overigens beduidend langzamer dan de 1:24.50 die zij reeds in maart 2001 in Adler liep. Onduidelijk is waarom de IAAF deze tijd nooit als wereldrecord heeft erkend.
In 1997 werd Olimpiada Ivanova betrapt op dopinggebruik (Stanozolol) tijdens de wereldkampioenschappen in Athene, waar zij uitkwam op de 10 km. De als tweede gefinishte Russische werd daarop uit de uitslag geschrapt en geschorst voor twee jaar.
Ivanova is aangesloten bij Cheboksary Army.

## Nationale en internationale kampioenschappen
| Titel                                 | jaar       |
| ------------------------------------- | ---------- |
| Wereldkampioene 20 km snelwandelen    | 2001, 2005 |
| Europees kampioene 20 km snelwandelen | 2002       |
| Russisch kampioene 20 km snelwandelen | 2004       |

## Persoonlijke records
| Onderdeel             | Prestatie               | Datum                        | Plaats          |
| --------------------- | ----------------------- | ---------------------------- | --------------- |
| 3000 m snelwandelen   | 11.59,25                | 6 juni 2001                  | Milaan          |
| 10.000 m snelwandelen | 42.30,31                | 26 juli 1994                 | Sint-Petersburg |
| 10 km snelwandelen    | 41.30                   | 8 juni 1995                  |                 |
| 20.000 m snelwandelen | 1:26.52,3 (WR)          | 6 september 2001             | Brisbane        |
| 20 km snelwandelen    | 1:24.50 1:25.41 (ex-WR) | 4 maart 2001 7 augustus 2005 | Adler Helsinki  |

1999 Liu Hongyu ·
2001 Olimpiada Ivanova ·
2003 Jelena Nikolajeva ·
2005 Olimpiada Ivanova ·
2007 Olga Kaniskina ·
2009 Olga Kaniskina ·
2011 Olga Kaniskina ·
2013 Liu Hong ·
2015 Liu Hong ·
2017: Yang Jiayu ·
2019: Liu Hong ·
2022: Kimberly García ·
2023: María Pérez